# 丹尼爾·泰勒 (牧師)
丹尼爾·泰勒（1738年—1816年）是新通用浸信會的創始人，該會是阿米尼烏斯浸信會傳統的復興主義分支，是英國浸信會運動的兩個主要支派之一。

## 生平
丹尼爾·泰勒於1738年12月21日出生於約克郡哈利法克斯附近諾斯沃拉姆的Sourmilk Hall，父親是阿佐爾·泰勒（Azor Taylor），母親是瑪麗（Willey）。和他的父親一样，他是一名煤礦工人，1761年，二十出頭的時候加入了衛斯理公會。儘管泰勒从未偏離衛斯理的阿民念主義，但他很快就厭倦了他所認為的衛斯理的權威主義。他决心成為一名浸信会教徒，于是出發前往波士頓，那里有一座普通浸信會教堂；途中，他在甘姆斯頓偶然發現了一座浸信会教堂，并于1763年2月在那裡接受了洗禮。泰勒被任命为一名普通浸信會教徒，并開始織組伯奇克利夫浸信會，这是赫布登橋周圍一个由異見人士組成的獨立團體。次年，Birchcliffe集團建造了自己的教堂。泰勒是一位習惯於體力勞動的年輕人，他親自開採了這塊石頭。
1800 年 6 月 11 日，丹·泰勒（Dan Taylor，1738—1816）代表新教異議部長總團向喬治三世國王直接發表演說。以泰勒的背景，這是他無法想像的事。他選擇擔任這個角色反映了他作為福音派領袖人物所受到的尊重。在浸信會生活中，他作為牧師的地位得到了廣泛認可。約翰·莫里斯（John Morris）在他對頗具影響力的浸信會牧師安德魯·富勒（Andrew Fuller，1754—1815）的回憶錄中指出，富勒認為泰勒是「不可戰勝的對手」。在與泰勒同時代的浸信會總會人士中，他的地位是無與倫比的。在總會浸信會內部，他被認為是福音派真理的傑出捍衛者和宣教事業的關鍵創新者。
建造教堂被証明是一項昂貴的負擔，因此泰勒徒步前往萊斯特郡尋求支持。在整个東米德蘭地區的獨立浸信會中，人們對普通浸信會的現狀感到非常失望。傳統上，許多普通浸信會教會不信奉任何教義，但他們的教義卻變得越來越自由，迫使其中較為正統和福音派的信徒重新考慮他們的效忠。

### 建立新的普通浸信會聯盟
1770 年 6 月，丹尼爾·泰勒 (Daniel Taylor) 將許多對“老式普通浸信會”不滿的阿米尼烏斯浸信會教徒聚集在一起，成立了“普通浸信会新聯盟”。从一开始，“普遍浸信會聯盟” 就組織有序，蓬勃發展，尤其是在英格蘭中部的工業區。到了 1817 年，即泰勒去世一年後，該會堂已擁有 70 座教堂。
泰勒在伯奇克利夫浸信會教堂擔任牧師二十年，直到 1783 年搬到倫敦西南部旺兹沃斯的一座教堂。
1798年，新通用浸信會學院在倫敦東區的邁爾安德成立。 1813 年，它遷至劍橋郡威斯貝奇。
丹尼爾·泰勒的弟弟約翰·泰勒也是一名浸信會牧師。